# Inthegra
O Inthegra (slogan: O futuro pede passagem) é o sistema de Bus Rapid Transit (BRT) da cidade de Teresina, capital do estado do Piauí, atualmente constituído por 8 terminais de integração em funcionamento todos os dias da semana. Foi inaugurado oficialmente dia 02 de julho de 2016, com a operação em fase de testes (aos finais de semana e feriados) dos Terminais Livramento e Itararé (Zona Sudeste). A operação diária começou de forma incompleta dia 17 de março de 2018, com o funcionamento diário dos Terminais Parque Piauí, Bela Vista e Itararé, além dos Corredores Exclusivos das Avenidas Miguel Rosa e Barão de Gurguéia. Atualmente, além dos três já mencionados, encontram-se em funcionamento definitivo os terminais: Livramento (Sudeste), Zoobotânico (Leste), Santa Lia (Leste), Buenos Aires (Norte) e Rui Barbosa (Norte).
Em virtude da Pandemia de COVID-19, o sistema Inthegra foi paralisado, tendo as antigas linhas radiais (bairro-centro) sido retomadas, porém utilizando as estações dos corredores nas principais avenidas.
Atualmente, mesmo com o retorno da atividade econômica da cidade, por inércia da Prefeitura de Teresina, o antigo sistema radial permanece operando, de forma muito precária e com frota bastante reduzida, inclusive em comparação com os numeros antes do Inthegra.

## Histórico
Com o sistema de linhas radiais, o transporte coletivo de Teresina não funcionava de maneira otimizada. Os veículos faziam o percurso a partir de um determinado bairro até o centro da cidade, onde retornava de volta ao ponto de início, demandando muitos veículos na operação e rotas muito longas. Nas principais vias da cidade, haviam corredores exclusivos para ônibus nas faixas da direita (próximas às calçadas), que não trazia muita eficiência devido aos veículos que indevidamente invadiam a faixa ou a usavam quando se desejava virar à direita.
Com o intuito de melhorar o sistema de transportes por ônibus da capital, foi viabilizado pelo governo federal um total de R$ 460 milhões em recursos, e como inspiração, os sistemas das cidades de Curitiba e Recife. “Nós estamos instalando um novo sistema. É com o Inthegra que estamos buscando enfrentar a crise da mobilidade urbana, buscando enfrentar esse sistema de transporte que já está falido. O novo modelo começa com várias modificações. [...]” — disse Firmino Filho, ex-prefeito de Teresina na inauguração do Terminal Parque Piauí.

## Funcionamento

### Tarifas e limites
Atualmente, o Inthegra cobra o valor de R$ 4,00 (Inteira) ou R$ 1,35 (Estudante) para um percurso composto por até 4 ônibus, o mesmo valor cobrado em áreas que ainda utilizam o sistema radial. O tempo máximo de tolerância para se fazer a integração das linhas é de 2 horas que, dentro deste limite, qualquer validador no interior dos ônibus que o usuário apresentar seu cartão, não gerará cobrança adicional. Para usufruir disso, o usuário precisa de um dos cartões do sistema de transportes de Teresina, fornecidos pelo SETUT (Estudantil, Especial, Melhor Idade, Vale Transporte ou Expresso). O cartão expresso é feito para qualquer usuário que não se enquadre nos outros tipos de cartões e podem ser adquiridos em qualquer ponto de recarga do SETUT (que também se encontram nos terminais), pelo valor de R$ 6,00.

### Corredores BRT
Uma das principais diferenças no Inthegra em relação ao sistema antigo são os corredores exclusivos para o sistema. Eles ficam localizados nas faixas centrais das principais avenidas da cidade, eliminando muitos problemas existentes nos corredores do lado direito. Nos corredores, há estações de transbordo de passageiros, que usam as portas do lado esquerdo do veículo. Quem entra no veículo pelas estações nos corredores, assim como nas paradas convencionais, precisa obrigatoriamente validar seu cartão eletrônico ou fazer o pagamento da tarifa em dinheiro, pois as estações não possuem sistema de bilhetagem.

### Linhas
O sistema é composto de linhas alimentadoras, linhas troncais e linhas inter-terminais. As linhas alimentadoras são responsáveis por levar os passageiros do bairro até os terminais de integração. As linhas troncais fazem o percurso do terminal de integração até o centro, retornando ao terminal. As linhas inter-terminais fazem viagens de um terminal para outro, facilitando a ida para partes diferentes de uma mesma zona.

## Infraestrutura

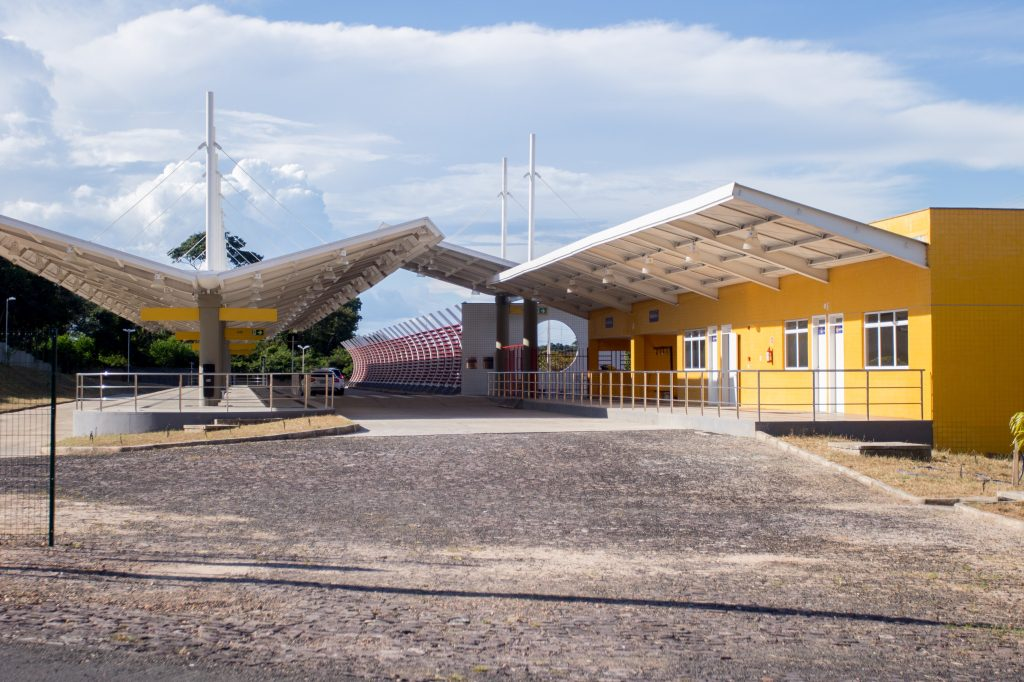
Visão externa do Terminal Zoobotânico, na Zona Leste de Teresina.

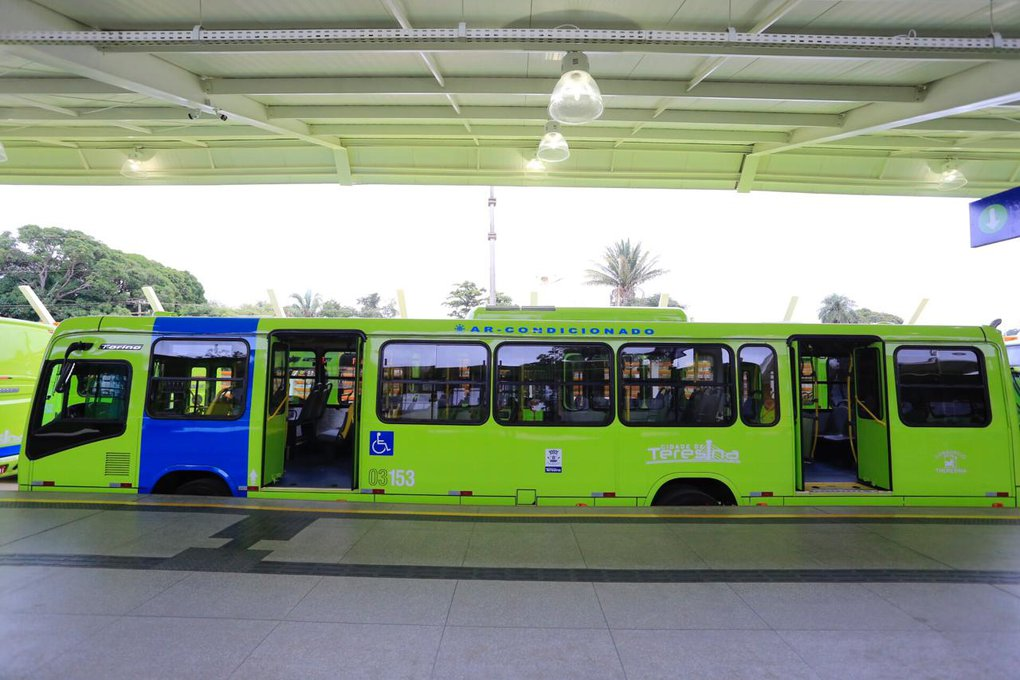
Ônibus na plataforma do Terminal Itararé.

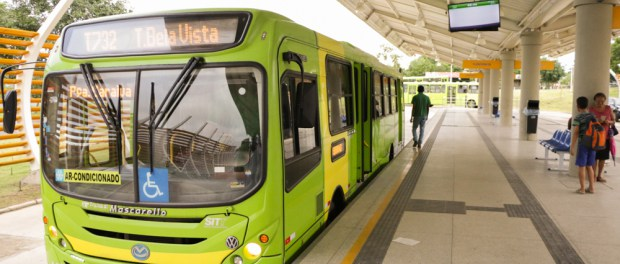
Terminal Bela Vista.

### Terminais de Integração
Atualmente, o sistema possui 8 terminais de integração em funcionamento na capital. São eles:  Terminal Livramento (Sudeste), Terminal Itararé (Sudeste), Terminal Bela Vista (Sul), Terminal Parque Piauí (Sul), Terminal Zoobotânico (Leste),Terminal Santa Lia (Leste), e os mais novos, o Terminal Buenos Aires (Norte) e Terminal Rui Barbosa (Norte). Os terminais são divididos da seguinte forma: de um lado, corredor das linhas alimentadoras (bairros-terminal) e interterminais, e do outro, o corredor e plataforma de embarque das linhas troncais (Centro-terminal) pelas portas do lado esquerdo do veículo. 
Todos os terminais possuem sistema de bilhetagem na entrada, e em cada terminal há um ponto de recarga dos cartões inteligentes e postos de segurança. Todos os terminais possuem Wi-Fi gratuito disponível para os usuários. Os terminais (tais como as estações de transbordo) possuem cor predominantemente amarela, com detalhes da cor da zona correspondente: vermelho (Leste), azul (Sudeste), amarelo (Sul) e verde (Norte).
| Terminal     | Zona correspondente | Inauguração                                                                       |
| ------------ | ------------------- | --------------------------------------------------------------------------------- |
| Itararé      | Sudeste             | 2 de julho de 2016, operação de testes; 17 de março de 2018, operação diária      |
| Livramento   | Sudeste             | 2 de julho de 2016, operação de testes; 24 de novembro de 2018, operação diária   |
| Bela Vista   | Sul                 | 27 de maio de 2017, operação de testes; 17 de março de 2018, operação diária      |
| Parque Piauí | Sul                 | 10 de fevereiro de 2018, operação de testes; 17 de março de 2018, operação diária |
| Zoobotânico  | Leste               | 1 de junho de 2019, operação definitiva                                           |
| Santa Lia    | Leste               | 3 de agosto de 2019, operação definitiva                                          |
| Buenos Aires | Norte               | 29 de fevereiro de 2020, operação definitiva                                      |
| Rui Barbosa  | Norte               | 29 de fevereiro de 2020, operação definitiva                                      |

| Corredor | Avenida (s)                              | Zona correspondente | Inauguração                                                                            |
| -------- | ---------------------------------------- | ------------------- | -------------------------------------------------------------------------------------- |
| Sul I    | Barão de Gurguéia Henry Wall de Carvalho | Sul                 | 17 de março de 2018                                                                    |

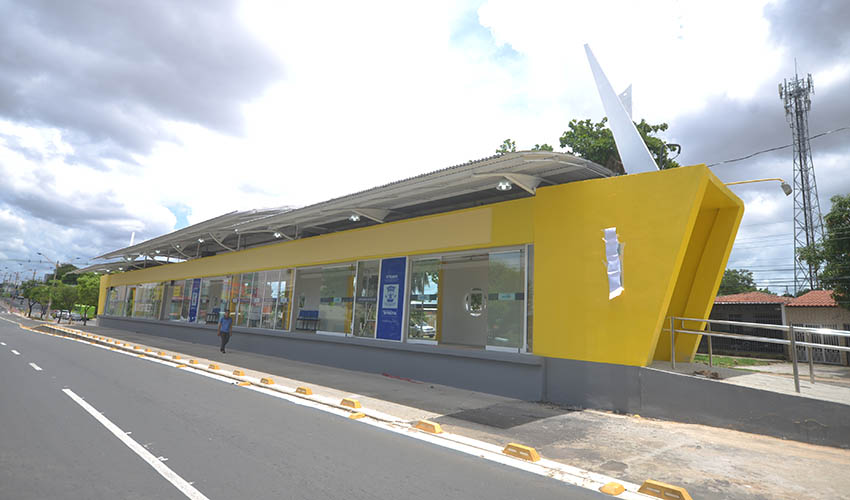
Vista externa de uma estação de transbordo do Inthegra.

| Sul II   | Miguel Rosa Prefeito Wall Ferraz         | Sul                 | 17 de março de 2018, trecho da Miguel Rosa; 15 de junho de 2019, trecho da Wall Ferraz |
| Leste    | João XXIII Presidente Kennedy            | Leste               | 24 de novembro de 2018, trecho da João XXIII; 13 de abril de 2019, trecho da Kennedy   |
| Sudeste  | Industrial Gil Martins                   | Sudeste             | 13 de abril de 2019                                                                    |
| Norte I  | Rui Barbosa                              | Norte               | 20 de fevereiro de 2020                                                                |
| Norte II | Duque de Caxias                          | Norte               | 20 de fevereiro de 2020                                                                |

### Estações de transbordo

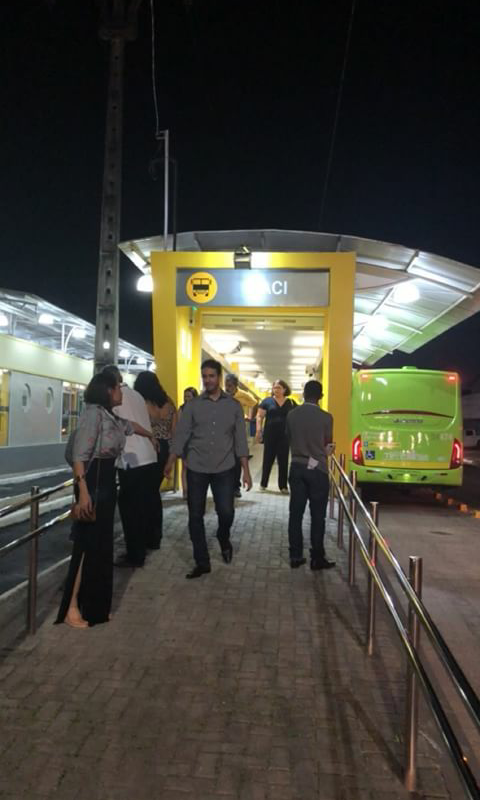
Estação Saci.

As estações do sistema Inthegra são os pontos embarque e desembarque que se encontram nos corredores expressos espalhados pela cidade. Elas se localizam nos canteiros centrais das avenidas e utilizam as portas do lado esquerdo do ônibus para embarque e desembarque de passageiros. Tem sua estrutura composta em boa parte de vidro, para uma boa visualização, portas automáticas acionadas pela aproximação dos ônibus, ar condicionado e assentos disponíveis. São da cor cinza juntamente com a cor da zona correspondente: vermelho (Leste), azul (Sudeste), amarelo (Sul) e verde (Norte). Próximo à entrada de cada estação há sinal sonoro com botão para faixas de pedestre, garantido uma travessia segura a quem acessa ou deixa uma estação. No total, o sistema terá 40 estações todas padronizadas e equipadas com os diferenciais citados. Cada estação tem um nome que ajude a identificar sua localização, seja uma avenida que faz cruzamento com o corredor ou algum local importante. Como exemplos, temos a estação Homero Castelo Branco que faz uma referência a avenida de mesmo nome que cruza o corredor próximo à estação, e a estação Justiça Federal por se encontrar próximo ao prédio da Justiça Federal na avenida Miguel Rosa.

### Pontos convencionais
Mesmo com o sistema de estações e corredores BRT, o centro da cidade ainda possui os corredores do lado direito como antigamente. Nessas regiões, o embarque de passageiros é feito pelas portas do lado direito da maneira convencional. Nos bairros mais distantes, através das linhas alimentadoras, o embarque é feito apenas pelas portas do lado direito em pontos com ou sem abrigo para os passageiros.

## Lotes operacionais e Empresas/Consórcios
Após a licitação do transporte público em 2014, o Inthegra ficou dividido em quatro lotes operacionais, onde operam 12 empresas (13 venceram a licitação, duas encerraram suas atividades (Asa Branca e Teresinense) e uma foi inserida no sistema (Transpremium)) divididas em 4 consórcios (com exceção do Lote 4, que é de apenas uma empresa).

### Lote 1 - Consórcio Poty
| Nome fantasia | Razão social                           | Prefixo (01xxx) |
| ------------- | -------------------------------------- | --------------- |
| Emvipi        | EMVIPI - Empresa Viação Piauí Ltda.    | 01001 ao 01100  |
| Cidade-Verde  | Transporte Coletivo Cidade Verde Ltda. | 01101 ao 01300  |
| Piauiense     | Viação Piauiense Ltda.                 | 01301 ao 01500  |
| Transpremium  | Transporte Premium Ltda.               | 01501 em diante |

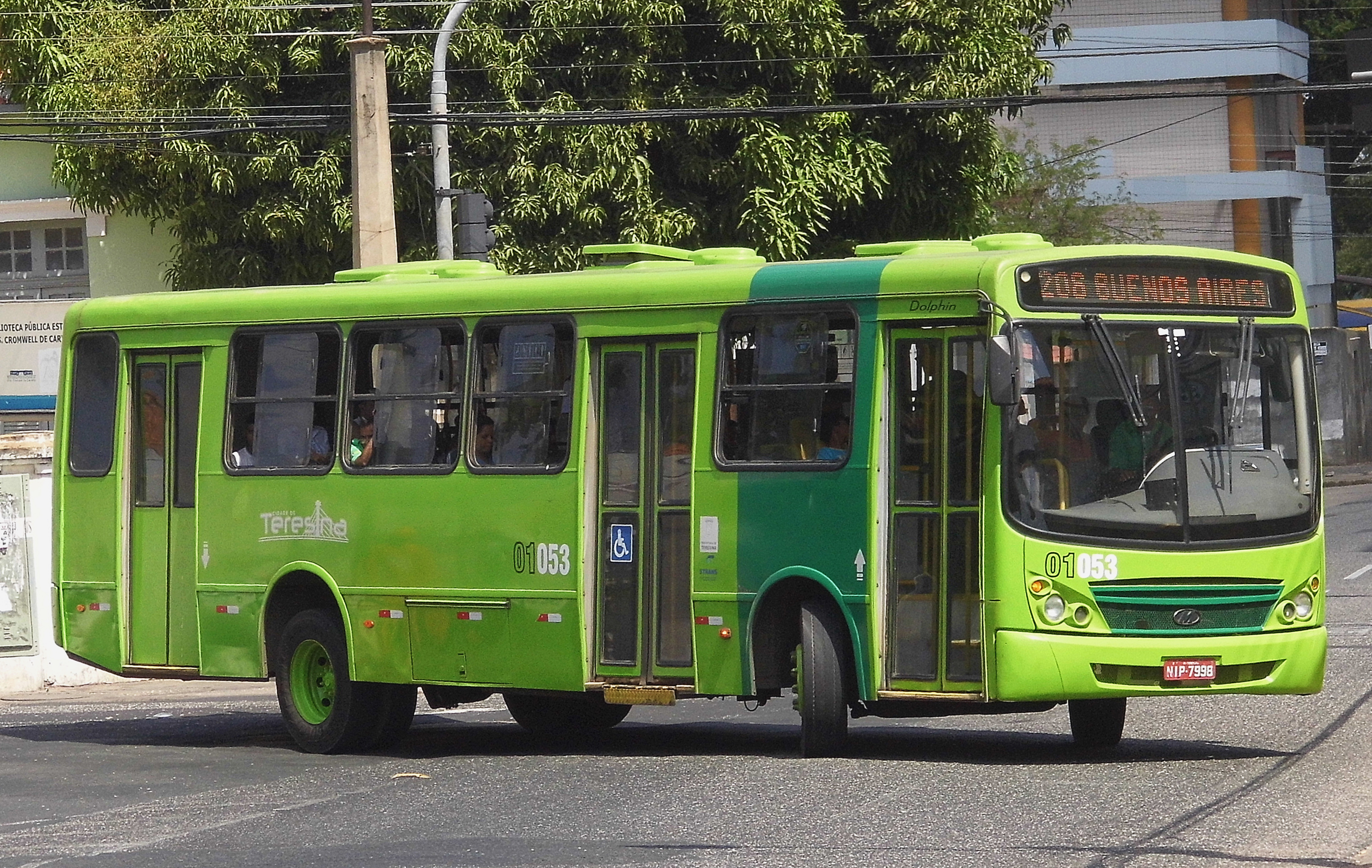
Veículo da Empresa EMVIPI (Consórcio Poty - Lote 1)

O Lote 1 atende à zona Norte de Teresina, mais um braço da linha Universidade Circular. Desde o início da operação, apresentou problemas com suas empresas, ocorrendo, inclusive, o fechamento de uma delas (Auto Viação Teresinense), por problemas internos. O principal desafio é a região da Grande Santa Maria da Codipi, que se tornou uma das regiões mais populosas da cidade graças a inauguração de conjuntos habitacionais pelo programa "Minha Casa, Minha Vida", do Governo Federal, como o Jacinta Andrade (a maior obra horizontal do programa).
Até o momento, é a única região que teve seu transporte alterado parcialmente para o padrão tronco-alimentado, em virtude da adaptação dos usuários da respectiva zona.com os corredores segregados das Avenidas Rui Barbosa e Duque de Caxias tendo sido concluídos.
| Linha | Nome                                                   | Tipo de Linha | Integrado | Veículos* |
| ----- | ------------------------------------------------------ | ------------- | --------- | --------- |
| A131  | Santa Maria / Terminal Rui Barbosa                     | Alimentadora  | Sim       | 3         |
| A132  | Edgar Gayoso / Terminal Rui Barbosa                    | Alimentadora  | Sim       | 2         |
| A133  | Parque Brasil / Terminal Rui Barbosa                   | Alimentadora  | Sim       | 6         |
| A134  | Monte Verde / Jacinta Andrade / Terminal Rui Barbosa   | Alimentadora  | Sim       | 6         |
| A231  | Mocambinho / Terminal Buenos Aires                     | Alimentadora  | Não       | -         |
| A232  | Nova teresina / Terminal Buenos Aires                  | Alimentadora  | Sim       | 2         |
| A233  | Nova Teresina / Água Mineral / Terminal Buenos Aires   | Alimentadora  | Sim       | 2         |
| A234  | Anita Ferraz / Terminal Buenos Aires                   | Alimentadora  | Sim       | 3         |
| IT06  | Santa Maria / Coelho Rodrigues                         | Interterminal | Sim       | 3         |
| T131  | Terminal Rui Barbosa / Av.Maranhão                     | Troncal       | Sim       | 6         |
| T132  | Terminal Rui Barbosa / Uespi / Fripisa                 | Troncal       | Sim       | 8         |
| T133  | Terminal Rui Barbosa / Centenário                      | Troncal       | Sim       | 7         |
| T231  | Terminal Buenos Aires / Centenário                     | Troncal       | Sim       | 3         |
| T232  | Terminal Buenos Aires / Aeroporto                      | Troncal       | Sim       | 2         |
| T233  | Terminal Buenos Aires / Duque de caxias                | Troncal       | Não       | -         |
| T234  | Terminal Buenos Aires / Shopping                       | Troncal       | Não       | -         |
| 103   | Mocambinho / Rui Barbosa                               | Radial        | Sim       | 5         |
| 301   | Mocambinho / Duque de Caxias                           | Radial        | Sim       | 6         |
| 302   | Mocambinho / Assembleia / Pça. João Luiz / Shopping    | Radial        | Sim       | 5         |
| 303   | Santa Sofia / Mocambinho / Av. José dos Santos e Silva | Radial        | Sim       | 5         |
| 563   | Universidade Circular I                                | Circular      | Não       | 6         |

### Lote 2 - Consórcio Urbanus
| Nome fantasia | Razão social                           | Prefixo (02xxx) |
| ------------- | -------------------------------------- | --------------- |
| Cidade-Verde  | Transporte Coletivo Cidade Verde Ltda. | 02101 ao 02500  |
| São Cristóvão | Transportes São Cristóvão Ltda.        | 02501 ao 02750  |
| Santana       | Viação Santana Ltda.                   | 02751 em diante |

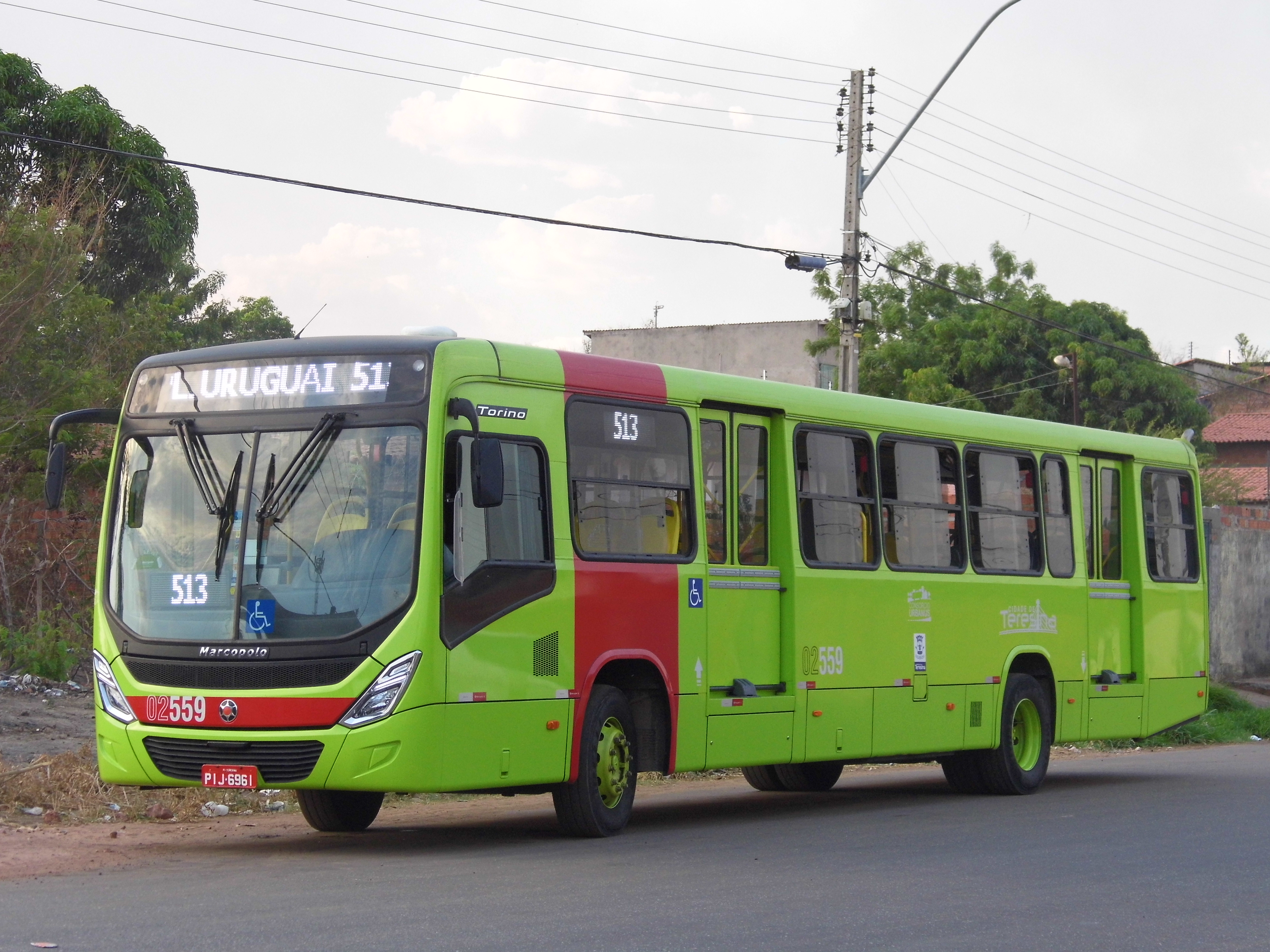
Veículo da Empresa São Cristóvão (Consórcio Urbanus - Lote 2)

O Lote 2 opera na Zona Leste da cidade, além de um dos braços da linha Universidade Circular e a Linha 401, uma das mais movimentadas da cidade. Além dessas linhas, o Consórcio Urbanus também opera a linha 610, que fica na zona sul, fruto de uma troca pela linha 520 (já extinta) com o Consórcio Theresina. Em novembro de 2019, foi criada uma linha "Troncal" que na verdade sai do bairro, a TJ01. Ela opera nos horários de pico saindo do bairro Satélite em direção ao Centro, sem passar por Terminais. No retorno do Centro, se dirige ao Terminal Santa Lia. 
A zona leste detém dois grandes pólos de atração de passageiros: Os Shoppings Teresina e Riverside e o Campus Ministro Petrônio Portella da Universidade Federal do Piauí. Apesar da área dos Shoppings ter linhas de todas as regiões da capital, se situa na zona Leste. Há outros pólos, como as faculdades UniFACID/Wyden, UNINOVAFAPI, Estácio/CEUT, Pitágoras/Instituto Camilo Filho e os Parques Potycabana e Zoobotânico.
Pela sua posição geográfica, existem áreas da zona leste que não são atendidas pelo Consórcio Urbanus: os bairros São João, Noivos e Recanto das Palmeiras, que são atendidos pelas linhas troncais do Lote 3 - Consórcio Theresina (Zona Sudeste).
| Linha  | Nome                                                                   | Tipo de Linha | Integrado | Veículos* |
| ------ | ---------------------------------------------------------------------- | ------------- | --------- | --------- |
| 365    | Universidade Circular II                                               | Circular      | Não       | 4         |
| 401    | Universidade                                                           | Radial        | Sim       | 9         |
| 610    | Três Andares / Cidade Nova / Monte Castelo                             | Radial        | Sim       | 3         |
| A331   | Socopo / Anita Ferraz / Cidade Jardim / Terminal Zoobotânico           | Alimentadora  | Sim       | 5         |
| A332   | Nova Teresina / Pedra Mole / Terminal Zoobotânico                      | Alimentadora  | Sim       | 3         |
| A333   | Morros / Cidade Jardim / Terminal Zoobotânico                          | Alimentadora  | Sim       | 1         |
| A333HD | Ave Verde / Morros / Cidade Jardim / Terminal Zoobotânico              | Alimentadora  | Sim       | 1         |
| A334   | Vila Bandeirante / Satélite / Terminal Zoobotânico                     | Alimentadora  | Sim       | 3         |
| A431   | Planalto Uruguai / Vila Uruguai / Terminal Santa Lia                   | Alimentadora  | Sim       | 3         |
| A432   | Miriam Pacheco / Árvores Verdes / Terminal Santa Lia                   | Alimentadora  | Sim       | 2         |
| A433   | Vale do Gavião / Santa Bárbara / Terminal Santa Lia                    | Alimentadora  | Sim       | 4         |
| A434   | Vila Bandeirante / Taquari / Terminal Santa Lia                        | Alimentadora  | Sim       | 2         |
| IT04   | Terminal Zoobotânico / Terminal Santa Lia / Av. Capitão Vanderley      | Interterminal | Sim       | 2         |
| IT05   | Terminal Santa Lia / Terminal Zoobotânico / R. Major Sebastião Saraiva | Interterminal | Sim       | 2         |
| T331   | Terminal Zoobotânico / Ininga / Dom Severino                           | Troncal       | Sim       | 5         |
| T332   | Terminal Zoobotânico / São Cristóvão                                   | Troncal       | Sim       | 9         |
| T333   | Terminal Zoobotânico / Ininga / UFPI                                   | Troncal       | Sim       | 2         |
| T431   | Terminal Santa Lia / Dom Severino / Morada do Sol                      | Troncal       | Sim       | 9         |
| T432   | Terminal Santa Lia / São Cristóvão / Morada do Sol                     | Troncal       | Sim       | 4         |
| T432HD | Terminal Santa Lia / São Cristóvão / Santa Isabel                      | Troncal       | Sim       | 4         |
| T433   | Terminal Santa Lia / Piçarreira / Av. Jockey Club / Shopping           | Troncal       | Sim       | 2         |
| TJ01   | Satélite / Dom Severino / Praça João Luiz / Terminal Santa Lia         | Radial        | Sim       | 4         |

NOTA: As linhas indicadas com "-" não apresentam Ordem de Serviço no sítio da STRANS, não sendo possível verificar suas frotas operacionais.

### Lote 3 - Consórcio Theresina
| Nome fantasia | Razão social                                      | Prefixo (03xxx) |
| ------------- | ------------------------------------------------- | --------------- |
| Santa Cruz    | Expresso Santa Cruz Ltda.                         | 03001 a 03060   |
| Dois Irmãos   | Transfácil Transporte Coletivo Ltda.              | 03061 a 03140   |
| Therezina     | Transportes Therezina Ltda.                       | 03141 a 03197   |
| Emtracol      | EMTRACOL - Empresa de Transportes Coletivos Ltda. | 03198 a 03400   |
| Taguatur      | TAGUATUR - Taguatinga Transporte e Turismo Ltda.  | 03401 em diante |

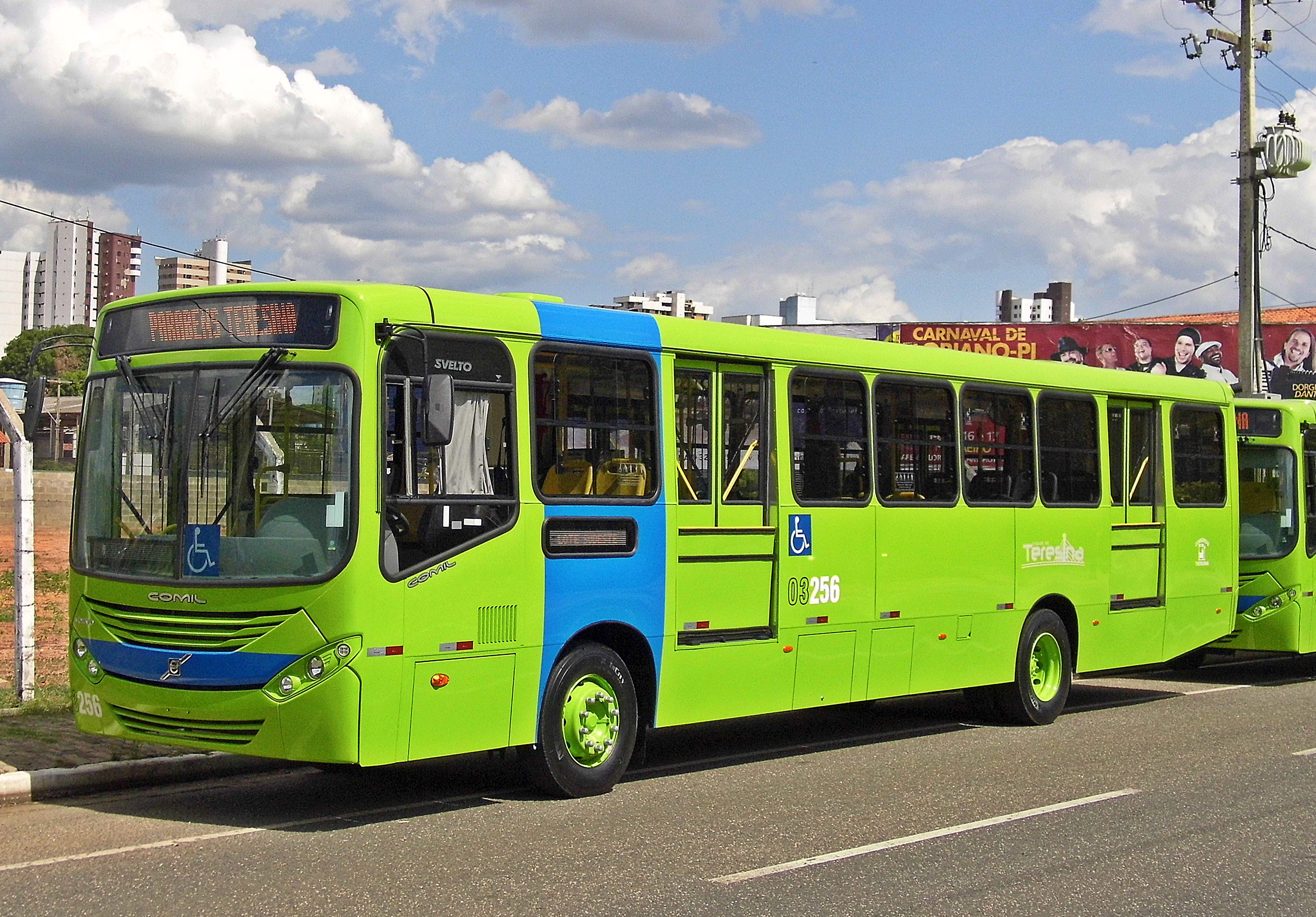
Veículo da Empresa EMTRACOL (Consórcio Theresina - Lote 3)

O Lote 3 opera as linhas da Zona Sudeste de Teresina, mais as linhas dos Bairros Lourival Parente e Redenção e um dos lados da linha Rodoviária Circular. É o consórcio com o maior número de empresas. O Inthegra, na sua fase de testes, iniciou exatamente pela zona Sudeste, em julho de 2016.
| Linha     | Nome                                                                                 | Tipo de Linha | Integrado | Veículos* |
| --------- | ------------------------------------------------------------------------------------ | ------------- | --------- | --------- |
| 327       | Rodoviária Circular II                                                               | Circular      | Não       | 6         |
| 516       | Lourival Parente / Morada Nova / IAPC / Cristo Rei / Shopping                        | Radial        | Sim       | 4         |
| 604       | Lourival Parente / Morada Nova via Miguel Rosa                                       | Radial        | Sim       | 4         |
| 612       | Redenção / Casamater                                                                 | Radial        | Sim       | 4         |
| 705       | Lourival Parente / Morada Nova / Barão                                               | Radial        | Sim       | 3         |
| A531/A631 | Alto da Ressurreição / Parque Itararé / Terminal Livramento / Terminal Itararé       | Alimentadora  | Sim       | 6         |
| A532      | Redonda / Terminal Livramento                                                        | Alimentadora  | Sim       | 3         |
| A534/A634 | Parque Jurema / Dirceu II / Terminal Itararé / Terminal Livramento                   | Alimentadora  | Sim       | 6         |
| A536      | São Paulo / Terminal Livramento                                                      | Alimentadora  | Sim       | 3         |
| A537      | Jardim Europa / Terminal Livramento                                                  | Alimentadora  | Sim       | 4         |
| A538/A638 | Pedro Balzi / Todos os Santos / Frei Damião / Terminal Livramento / Terminal Itararé | Alimentadora  | Sim       | 3         |
| A632      | Redonda / Dirceu I / Terminal Itararé                                                | Alimentadora  | Sim       | 3         |
| A636      | São Paulo / Terminal Itararé                                                         | Alimentadora  | Sim       | 3         |
| A637      | Jardim Europa / Todos os Santos / Terminal Itararé                                   | Alimentadora  | Sim       | 4         |
| A638HD    | Pedro Balzi / Todos os Santos / Av. Noé Mendes / Terminal Itararé                    | Alimentadora  | Sim       | 1         |
| IT01      | Terminal Itararé / Dirceu I / Boa Esperança / Terminal Livramento                    | Interterminal | Sim       | 3         |
| T531      | Terminal Livramento / São Cristóvão / Av. Expedicionários                            | Troncal       | Sim       | 12        |
| T532      | Terminal Livramento / Shopping / São João                                            | Troncal       | Sim       | 6         |
| T533      | Terminal Livramento / São João / Ponte Wall Ferraz / Casamater                       | Troncal       | Sim       | 4         |
| T534      | Terminal Livramento / São Cristóvão / Ladeira do Uruguai                             | Troncal       | Sim       | 4         |
| T631      | Terminal Itararé / Miguel Rosa / Rodoviária                                          | Troncal       | Sim       | 8         |
| T632      | Terminal Itararé / Barão / Rodoviária                                                | Troncal       | Sim       | 8         |
| T633      | Terminal Itararé / Miguel Rosa / Ponte Anselmo Dias                                  | Troncal       | Sim       | 2         |
| T634      | Terminal Itararé / Barão / Ponte Anselmo Dias                                        | Troncal       | Sim       | 2         |

### Lote 4 - Transcol
| Nome fantasia | Razão social                           | Prefixo (04xxx) |
| ------------- | -------------------------------------- | --------------- |
| Transcol      | TRANSCOL - Transportes Coletivos Ltda. | 04001 ao 04999  |

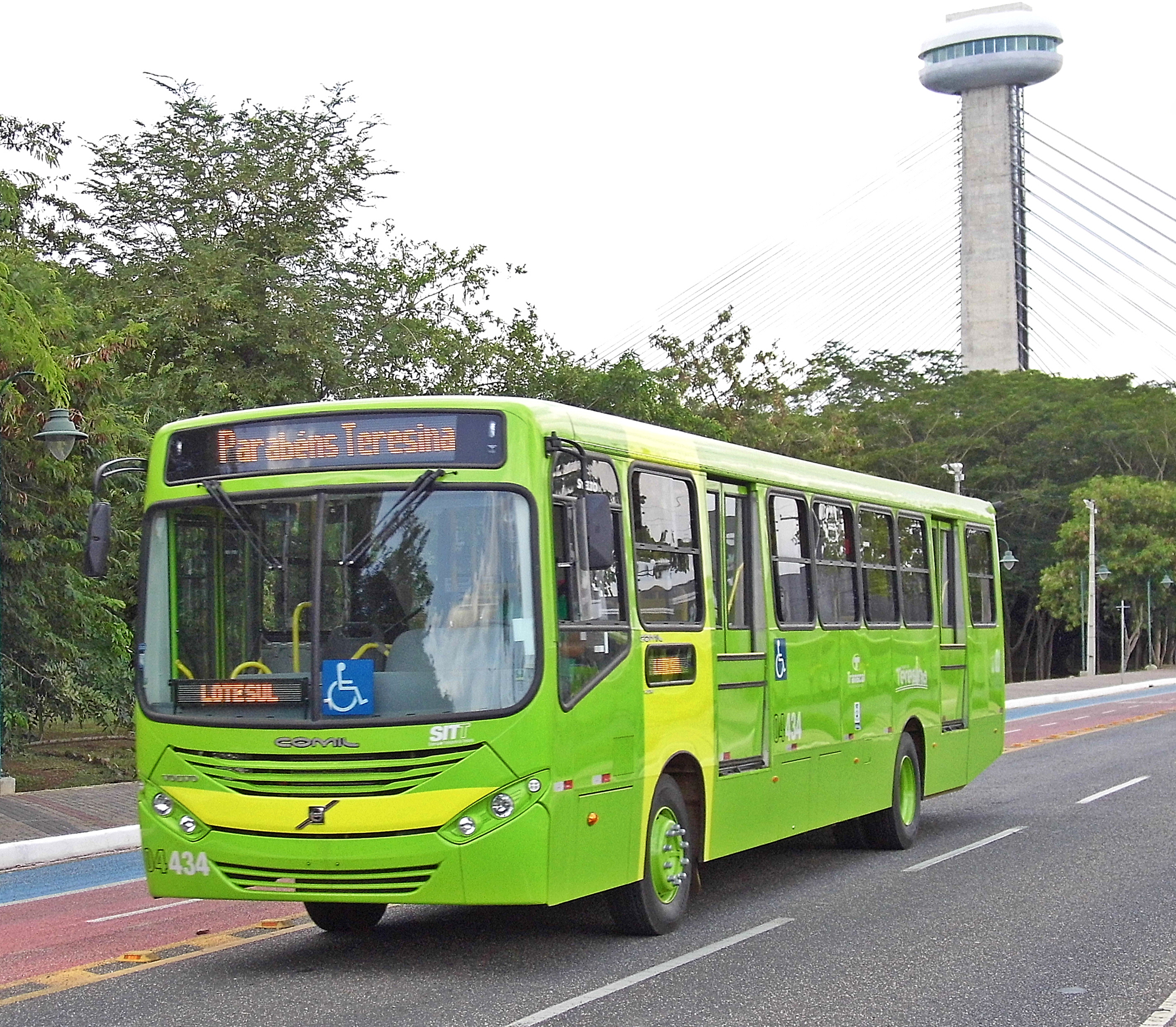
Veículo da Empresa Transcol (Lote 4)

O Lote 4 opera na região Sul, a maior em extensão. Além disso, a Transcol opera as 3 linhas diametrais que ainda circulam na cidade e um braço da linha Rodoviária Circular.
Apesar disso, a Transcol não opera linhas de alguns bairros da zona sul, que são atendidas por outros consórcios: Lourival Parente e Redenção (operadas pelo Consórcio Theresina - Lote 3 - zona Sudeste) e Três Andares (operada pelo Consórcio Urbanus - Lote 2 - zona Leste)
| Linha | Nome                                                                                        | Tipo de Linha | Integrado | Veículos* |
| ----- | ------------------------------------------------------------------------------------------- | ------------- | --------- | --------- |
| 170   | Poty Velho - Planalto Bela Vista                                                            | Diametral     | Não       | 8         |
| 270   | Mocambinho - Porto Alegre / Torquato Neto                                                   | Diametral     | Não       | 10        |
| 360   | Mocambinho - Promorar / Planalto Bela Vista                                                 | Diametral     | Não       | 12        |
| 723   | Rodoviária Circular I                                                                       | Circular      | Não       | 8         |
| A731  | Planalto Bela Vista / Terminal Bela Vista                                                   | Alimentadora  | Sim       | 1         |
| A732  | Vamos Ver o Sol / Vila São Francisco / Terminal Bela Vista                                  | Alimentadora  | Sim       | 7         |
| A733  | Porto Alegre / Terminal Bela Vista                                                          | Alimentadora  | Sim       | 5         |
| A734  | Porto Alegre / Cidade Sul / Terminal Bela Vista                                             | Alimentadora  | Sim       | 2         |
| A735  | Eduardo Costa / Santa Clara / Terminal Bela Vista                                           | Alimentadora  | Sim       | 3         |
| A736  | Teresina Sul / Terminal Bela Vista                                                          | Alimentadora  | Sim       | 3         |
| A738  | Santa Fé / Santo Antônio / Terminal Bela Vista                                              | Alimentadora  | Sim       | 3         |
| A831  | Distrito Industrial / Terminal Parque Piauí                                                 | Alimentadora  | Sim       | 2         |
| A832  | Santa Fé / Terminal Parque Piauí                                                            | Alimentadora  | Sim       | 3         |
| A833  | Mário Covas / Angelim / Terminal Parque Piauí                                               | Alimentadora  | Sim       | 3         |
| A834  | Torquato Neto / Irmã Dulce / Terminal Parque Piauí                                          | Alimentadora  | Sim       | 8         |
| A835  | Teresina Sul / Parque Eliane / Terminal Parque Piauí                                        | Alimentadora  | Sim       | 3         |
| A836  | Cerâmica Cil / Terminal Parque Piauí                                                        | Alimentadora  | Sim       | 2         |
| IT03  | Terminal Bela Vista / Promorar / Av. Walfrido Salmito / Terminal Parque Piauí               | Interterminal | Sim       | 1         |
| IT03P | Terminal Bela Vista / Promorar / Parque Piauí / Terminal Parque Piauí                       | Interterminal | Sim       | 2         |
| IT03S | Terminal Bela Vista / Promorar / Vila Santa Cruz / Terminal Parque Piauí                    | Interterminal | Sim       | 1         |
| T731  | Terminal Bela Vista / Miguel Rosa                                                           | Troncal       | Sim       | 7         |
| T731S | Terminal Bela Vista / Shopping / Miguel Rosa                                                | Troncal       | Sim       | 3         |
| T732  | Terminal Bela Vista / Barão                                                                 | Troncal       | Sim       | 7         |
| T831  | Terminal Parque Piauí / Miguel Rosa                                                         | Troncal       | Sim       | 10        |
| T831S | Terminal Parque Piauí / Shopping / Miguel Rosa                                              | Troncal       | Sim       | 2         |
| T832  | Terminal Parque Piauí / Barão                                                               | Troncal       | Sim       | 9         |
| T833  | Terminal Parque Piauí / Saci / Av. Pedro Freitas / Av. Maranhão                             | Troncal       | Sim       | 4         |
| T833V | TTerminal Parque Piauí / Saci / Verde Que Te Quero Verde / Av. Pedro Freitas / Av. Maranhão | Troncal       | Sim       | 4         |

* Maior frota observada em Dias Úteis (DU), de acordo com informações no sitio da STRANS.

## Veículos

### Identificação

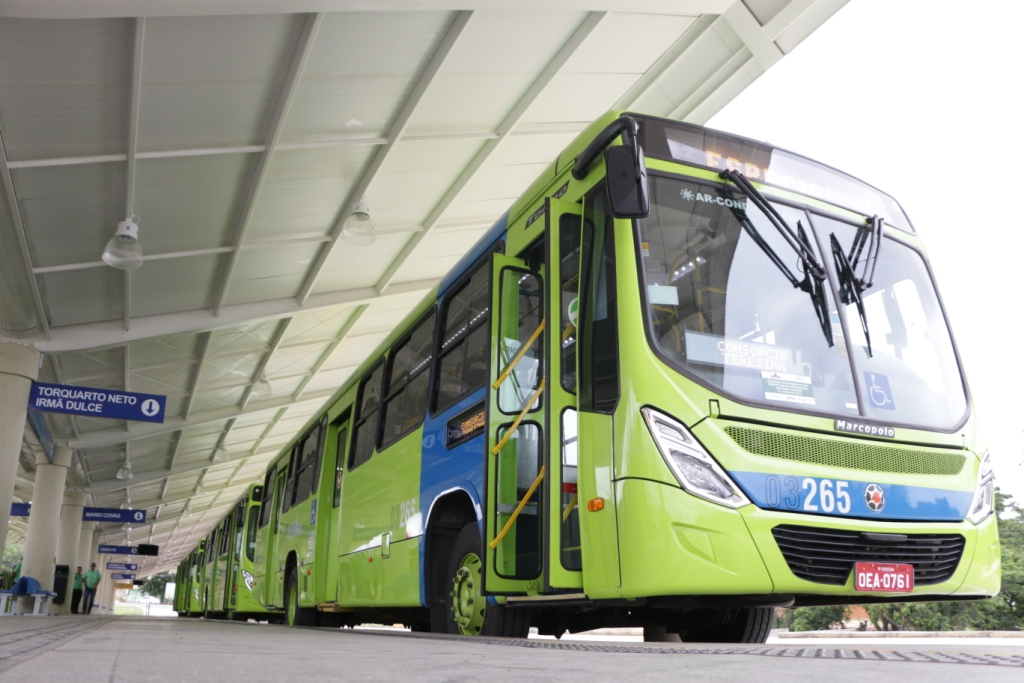
Veículo da Zona Sudeste em um terminal de integração do Inthegra.

Antes do Inthegra começar a ser implantado, o padrão SITT (Sistema de Transportes de Teresina) já era adotado para os veículos. A padronização traz os veículos na cor verde com faixas na lateral, frente e traseira da cor que identifica a zona, vermelho (Leste), azul (Sudeste), amarelo (Sul) e verde (Norte). Os veículos costumam conter de 1 a 4 painéis de itinerário luminosos indicando a rota que o veículo vai fazer. Não existe nenhum tipo de padronização quanto à quantidade e localização dos luminosos.
As linhas contam com prefixos que facilitam sua identificação e aparecem nos letreiros luminosos. A nomeação das linhas se dá pelo tipo de linha (A - Alimentador, I - Interterminal, T - Troncal), número do terminal (1 - Rui Barbosa, 2 - Buenos Aires, 3 - Zoobotânico, 4 - Santa Lia, 5 - Livramento, 6 - Itararé, 7 - Bela Vista e 8 - Parque Piauí) e os dois últimos números, que correspondem à numeração da linha. Por exemplo, a linha T333: é Troncal, sai do Terminal Zoobotânico e é a linha 33 - Terminal Zoobotânico/Ininga/UFPI.

### Tipo e estado de conservação
Os ônibus utilizados no sistema Inthegra são todos do tipo Padron, ou seja, do modelo que não é articulado. Não há veículos articulados operando no Inthegra, sem nenhuma previsão de inclusão de modelos do tipo. As estações de transbordo foram todas construídas apenas para uso com veículos não articulados.
No geral o estado de conservação dos veículos utilizados é médio, tendo uma concentração de veículos mais jovens operando nas linhas troncais, que geralmente são ônibus com até 5 anos de uso. Os veículos mais jovens possuem ar-condicionado e, em alguns deles, internet wireless em funcionamento. Mesmo assim, não é difícil encontrar um carro operando em uma linha troncal que não possua ar-condicionado. Alguns destes passaram por um processo de adaptação pelas empresas, para a inclusão de portas BRT para ficar utilizável no sistema. Veículos que operam nas linhas alimentadoras costumam ser mais velhos, com aproximadamente 5 a 10 anos de uso.